# Gaio
Gaio (Engels: Gay of Gayly) is een Italiaanse muziekterm met betrekking tot de voordrachtswijze waarmee een muziekstuk of passage eruit uitgevoerd dient te worden. Men kan de term vertalen als vrolijk. Dit betekent dus dat, als deze aanwijzing wordt gegeven, men een bepaalde vrolijkheid tot uitdrukking moet laten komen. Deze aanwijzing is in de eerste plaats een aanwijzing met betrekking tot de voordracht en heeft in principe geen invloed op het te spelen tempo. Echter kan wel gesteld worden dat het door het vrolijke en lichte karakter niet gewenst is een bepaalde tempo-aanwijzing zeer langzaam te interpreteren. Een zeer verwante term is giocoso.